# 想念你
《想念你》（西班牙語：Pero Me Acuerdo de Ti）是鲁迪·佩雷斯創作與製作的一首歌曲。歌曲首次由波多黎各歌手洛德丝·罗伯斯演唱，收录于其第3張录音室专辑《Definitivamente》中，于1991年发行。歌曲的歌词描述一名無法忘記其戀人的女性的故事。9年后，美国歌手克莉絲汀·阿奎萊拉翻唱了歌曲，收录于其第2张录音室专辑《拉丁情懷》中，并于2000年12月作为专辑的第2支单曲发行。阿奎萊拉出演的音乐录像带由凱文·布雷執導。
阿奎萊拉演唱版本在《告示牌》拉丁流行電台歌曲榜最高排第9，在西班牙單曲榜最高排第3。阿奎萊拉在2001年葛萊美獎現場表演了歌曲。歌曲獲得了拉丁葛萊美獎「年度制作」提名。墨西哥藝人埃迪特·马尔克斯、美國樂團黑暗拉丁旋和美國藝人簡卡洛斯·卡內拉亦曾翻唱過這首歌曲。

## 背景
1991年，波多黎各歌手洛德丝·罗伯斯發行了其第3張錄音室專輯《Definitivamente》，專輯由古巴裔美國音樂人鲁迪·佩雷斯編排與製作。佩雷斯為專輯創作了3首歌曲，其中就包括《想念你》。歌曲描述了一名無法忘記其戀人的女性的故事。而之後，歌曲被收錄於羅伯斯的精選輯中。2000年，美國歌手克莉絲汀·阿奎萊拉翻唱了歌曲，收錄於其第2張錄音室專輯《拉丁情懷》中。阿奎萊拉的翻唱版本亦由佩雷斯製作。

## 克莉絲汀·阿奎萊拉演唱版本

### 發行與反響
《想念你》於2000年12月第2週派往美國拉丁電台發行。歌曲在熱門拉丁歌曲榜和拉丁流行電台歌曲榜分別最高排第8與第5。在西班牙，歌曲則最高取得了季軍。聲墻的庫特·B·瑞利對歌曲持正面評價，稱阿奎萊拉在歌曲中“令人信服且具吸引力”。《奧蘭多衛報》的編輯派瑞·盖特曼則寫道：“她看起來同樣喜歡（高音）炫技顫音和性挑逗般的低音呻吟”。在第2屆拉丁格莱美奖，《想念你》獲得了「年度制作」提名，但敗給了亞雷漢德羅·桑斯的。

### 宣傳
《想念你》的音樂錄影帶由凱文·布雷執導。在影片中，阿奎萊拉在錄音室演唱歌曲。阿奎萊拉在2001年葛萊美獎現場表演了《想念你》和《錯誤的期待》。《告示牌》的勒伊拉·科博稱阿奎萊拉的表演“異常地主流”。

### 榜單

#### 週榜單
| 榜單（2001年）                      | 最高 排位 |
| ----------------------------------- | --------- |
| 意大利（意大利音乐产业联盟单曲榜）  | 44        |
| 西班牙（西班牙音樂製作協會）        | 3         |
| 美國（《告示牌》热门拉丁歌曲）      | 8         |
| 美國（《告示牌》Latin Pop Airplay） | 5         |

#### 年終榜單
| 榜单（2001年）                       | 排位 |
| ------------------------------------ | ---- |
| 美國（《告示牌》拉丁流行電台歌曲榜） | 30   |

## 其它翻唱版本
墨西哥歌手與演員埃迪特·马尔克斯在其2008年錄音室專輯中翻唱了歌曲。同年，美國樂團黑暗拉丁旋翻唱了歌曲的騷沙版，收錄於其錄音室專輯中。歌曲由塞尔吉奥·乔治製作。此外，美國藝人簡卡洛斯·卡內拉在奧蘭多的蓝调之家現場表演了歌曲。（亦與佩雷斯合作）

## 外部連結
- YouTube上的歌曲官方音樂錄影帶